# 1653
1653 је била проста година.

## Догађаји

### Фебруар
- 28. фебруар–2. март — Битка код Портленда

### Март
- 4/14. март – Битка код Ливорна

### Април
- 20. април — Вођа Енглеске револуције Оливер Кромвел је распустио Крњи парламент.

### Јун
- 12. јун — 13. јун – Битка код Норт Форленда

### Август
- 10. август – Битка код Катвејка и Схевенингена